# Pedal-Exercitium
Con l'espressione Pedal-Exercitium (una commistione di tedesco e di latino per esercizio per la pedaliera) BWV 598 ci si riferisce a una composizione di Johann Sebastian Bach.

## Struttura
Il Pedal-Exercitium è un brevissimo brano per organo in sol minore. Si tratta di un complesso esercizio per la sola pedaliera, costituito da passaggi veloci e di difficile articolazione. La grafia del manoscritto è di Carl Philipp Emanuel Bach, figlio di Johann Sebastian.
Le origini della composizione sono incerte: secondo il musicologo Alberto Basso si tratta di un brano che Carl Philipp cercò di trascrivere sul momento mentre suo padre stava improvvisando alla pedaliera. La trascrizione, per altro, non ha una conclusione.

## Arrangiamenti e trascrizioni
Nonostante la sua brevità e la scrittura specifica per la pedaliera dell'organo, il Pedal-Exercitium ha ispirato numerosi arrangiamenti per altri strumenti. Tra i più rilevanti si segnalano:
- Viola sola: l'adattamento di Marco Misciagna, pubblicato nel 2016, esplora le possibilità tecniche ed espressive della viola, mantenendo lo spirito virtuosistico dell'originale bachiano.[2][3]
- Flauto dolce contralto: trascrizione di Adrian Wehlte, pubblicata da Edition Walhall, insieme ad altri esercizi per flauto dolce.[4]
- Clavicembalo: trascrizione di Arnold den Teuling.[5]
- Pianoforte: adattamento per pianoforte a due mani.[6]
- Pianoforte (mano sinistra): versione per sola mano sinistra di Leonardo García.[5]
- Melodica: trascrizione per melodica di Arnold den Teuling.[5]
- Tuba: trascrizione per tuba in do realizzata da Gary Bricault.[7]

Queste trascrizioni testimoniano la versatilità del brano e la sua capacità di adattarsi a strumenti molto diversi tra loro, pur mantenendo l'integrità e lo stile dell'originale bachiano.